# جینگ (فلسفه)

敬 - Jing - جینگ

جینگ (فلسفه)
Jing (چینی: 敬; پین‌یین: Jìng)

## دائوی آسمان
جان بُخاری (چی 氣) بالتناوب صعود و نزول می‌کنند، و در صعود بذروجود، آگاهی معطوف به (جینگ 精) شده یعنی برگرداندن جان گریخته به جای اولش و متعاقب آن دسترسی به عقلِ آسمانی وجود میسور است.
این بازگشتن به ریشه (جینگ 精)، مترتب آرامش و نشان دهنده به مقصود رسیدن است.

## تعقل آسمانی
پویندگی و پایندگی و همه دوگانگی‌ها در عقلِ آسمانی یکی است.
پس عقلِ آسمان و زمین در حقیقت عقلِ دائویی (دائوشین 道心) است.
از نظرگاهی ذاتی آن را «عقل آسمان و زمین» گویند و از نظرگاهی کارکردی آن را «عقل دائویی» نامند. این دو حقیقتی یگانه است با دو نام متفاوت.

## ادراک دل
در درون، سوی دل بنگر، با ادراک دل (了心經)، در آسمان تحرّک است و در زمین سکون.